# Episodi di Future Card Buddyfight
Questa è una lista degli episodi di Future Card Buddyfight, anime realizzato da Oriental Light and Magic e Xebec e basato sull'omonimo gioco di carte collezionabili.

## Stagioni
| Nº | Titolo                                   | Episodi | Trasmissione | Pubblicazione                 |
| Nº | Titolo                                   | Episodi | Giappone     | Giappone                      |
| 1  | Future Card Buddyfight                   | 1-64    | 2014-2015    | 16 aprile 2014 15 luglio 2015 |
| 2  | Future Card Buddyfight 100               | 65-114  | 2015-2016    | -                             |
| 3  | Future Card Buddyfight Triple D          | 115-165 | 2016-2017    | -                             |
| 4  | Future Card Buddyfight X                 | 166-217 | 2017-2018    | -                             |
| 5  | Future Card Buddyfight X: All-Star Fight | 218-225 | 2018         | -                             |
| 6  | Future Card Buddyfight Ace               | 226-268 | 2018-2019    | -                             |